# Французька гімназія № 50
Французька гімназія № 50— гімназія з поглибленним вивченням французької мови у Запоріжжі.

## Історія гімназії
Середня школа № 50 своїм народженням зобов'язана впровадженню в життя плану ГОЕЛРО. Перші класні приміщення школи перебували на першому поверсі старого корпусу нинішньої інженерної академії. Там, в 1932 році народилася школа. У класи приходили діти іноземних інженерів, будівників Дніпрогесу, заводів і фабрик розміщених неподалік. Через кілька років школа отримала свою нинішню будівлю.
Настав 1941 рік. Війна безжально обірвала мирний перебіг життя. У спогадах старожилів з'являється коротка інформація, що під час війни в будівлі школи був госпіталь (на другому поверсі), а на першому стайня.
Відразу після війни школа була виключно чоловічою. Але змінюється статус школи: середня школа стає середньої загальноосвітньої з викладанням ряду предметів французькою мовою. 11.08.1994 року школа стає гімназією гуманітарного профілю № 50 з поглибленим вивченням французької мови.

## Програма гімназії
Початкова школа
- Навчання з елементами розвивального навчання Занкова, Ельконіна-Давидова;
- Методика оздоровлення на уроках і в позаурочній діяльності;
- Навчання самостійності і вмінню приймати рішення, вмінню спілкуватись один з одним;
- Школа раннього розвитку, де навчаються хлопці з 5-6 років до листа, логіці, рахунку, а їхні батьки отримують консультації з підготовки дітей до школи;

Середня школа
- навчання проводиться за диференційованими і спеціальними програмами;
- поглиблене вивчення іноземних мов, випробування і впровадження нових методик, запропонованих французькою стороною «Трамплін» і «Сан Фронтьєр» і нових методик, рекомендованих інститутом методів вивчення іноземних мов НАН України;
- учні підтверджують знання французької мови здачею іспиту при посольстві Франції і при Французькому культурному центрі (ФКЦ) в місті Дніпропетровську, де вони отримують диплом про знання французької (фр. Diplôme d'études en langue française (DELF A2, A3)) — міжнародний мовний сертифікат, який підтверджує рівень знань французької мови особою, для якої ця мова не є рідною;
- високоякісна підготовка вчителів та учнів за допомогою викладачів ЗДУ і силами висококваліфікованих викладачів із Франції, під патронатом посольства Франції в Україні та регіонального Французького культурного центру;
- більше ніж 20 факультативів та спецкурсів з різних предметів.

Випускники гімназії за результатами іспитів зараховуються до вищих навчальних закладів Франції[джерело?]. Вони демонструють глибокі знання в галузі математики, інформатики, історії та права. Це і підштовхнуло адміністрацію гімназії, педагогічний колектив до розробки нового напряму в навчанні білінгвізму, тобто поступового переходу викладання ряду предметів (математики, інформатики. біології, географії) французькою мовою. У ЗДУ і ЗДІА учні гімназії захищають дипломи французькою мовою. Учні після закінчення ЗДУ,  проходять стажування у Франції.
З метою формування високих духовних цінностей гімназистів до співпраці залучаються діячі культури та мистецтва, артисти, спортсмени і ветерани ВВВ.

## Структура гімназії
- Початкова школа. I ступінь , являють собою комплекс: дитячий сад — гімназія. Дитячий садок № 192 є опорним садком Ленінського РОО по розвиваючому навчанню дошкілят. З першого класу учні поглиблено вивчають французьку мову.
- Основна школа. II ступінь. 12 класів — гімназичні, 1 клас (футбол). Учні поглиблено вивчають французьку мову, вводиться друга іноземна мова — англійська, країнознавство, інформатика та обчислювальна техніка.
- Старша школа. III ступінь. 3 класу — гімназичних, 1 клас спортивний (футбол), 2 класу — загальноосвітніх. Вводиться вивчення літератури Франції і продовжується вивчення раніше наведені курсів. Гімназія реалізує педагогічні технології на основі особистостей орієнтації педагогічного процесу.

## Партнерські відносини і контакти
Свою діяльність гімназія здійснює у співпраці з:
- Запорізьким державним університетом;
- Запорізькою державною інженерною академією;
- Альянс Франсез.